# Alfa Romeo Dardo
L'Alfa Romeo Dardo, chiamata anche Alfa Romeo 156 Dardo o Pininfarina Dardo, è una concept car prodotta dalla casa automobilistica italiana Alfa Romeo nel 1998 in collaborazione con la Pininfarina.

## Descrizione e storia
Progettata da Pininfarina, utilizzando come base di partenza un Alfa Romeo 156, è stata realizzata per omaggiare  la decennale collaborazione tra il carrozziere Pininfarina e il costruttore automobilistico Alfa Romeo nella realizzazione delle vetture spider.
La Dardo è stata presentata nel 1998 ed è dotato di un motore V6 busso da 2,5 litri derivato dalla 156, dalla quale riprende anche la meccanica a trazione anteriore, lo schema tecnico e il telaio, ma con un interasse leggermente più corto rispetto a quello della 156.
L'auto all'interno mantiene il cruscotto della 156 rivestito in pelle, stesso materiale utilizzato per foderare i sedili. Pininfarina ha lavorato con la Sparco per progettare e costruire i sedili, che hanno un guscio estremamente rigido e utilizzano una struttura in kevlar-carbonio. È inoltre dotato di cinture di sicurezza a quattro punti. Il design della vettura si caratterizza per impostazione della carrozzeria del tipo Roadster a due posti secchi e per i doppi fanali circolari che sono stati sviluppati in collaborazione con la Valeo. Tutta la vettura, di colore rosso, è caratterizzata da un motivo triangolare, disegnato sul cofano anteriore, sulle fiancate e nella parte posteriore. Sul vano bagagli è presente uno spoiler fisso.